# Cerkiew św. Paraskiewy w Boguszewie
Cerkiew św. Paraskiewy – niezachowana do czasów współczesnych cerkiew prawosławna w Boguszewie, pochodząca z XVI wieku. 

## Historia

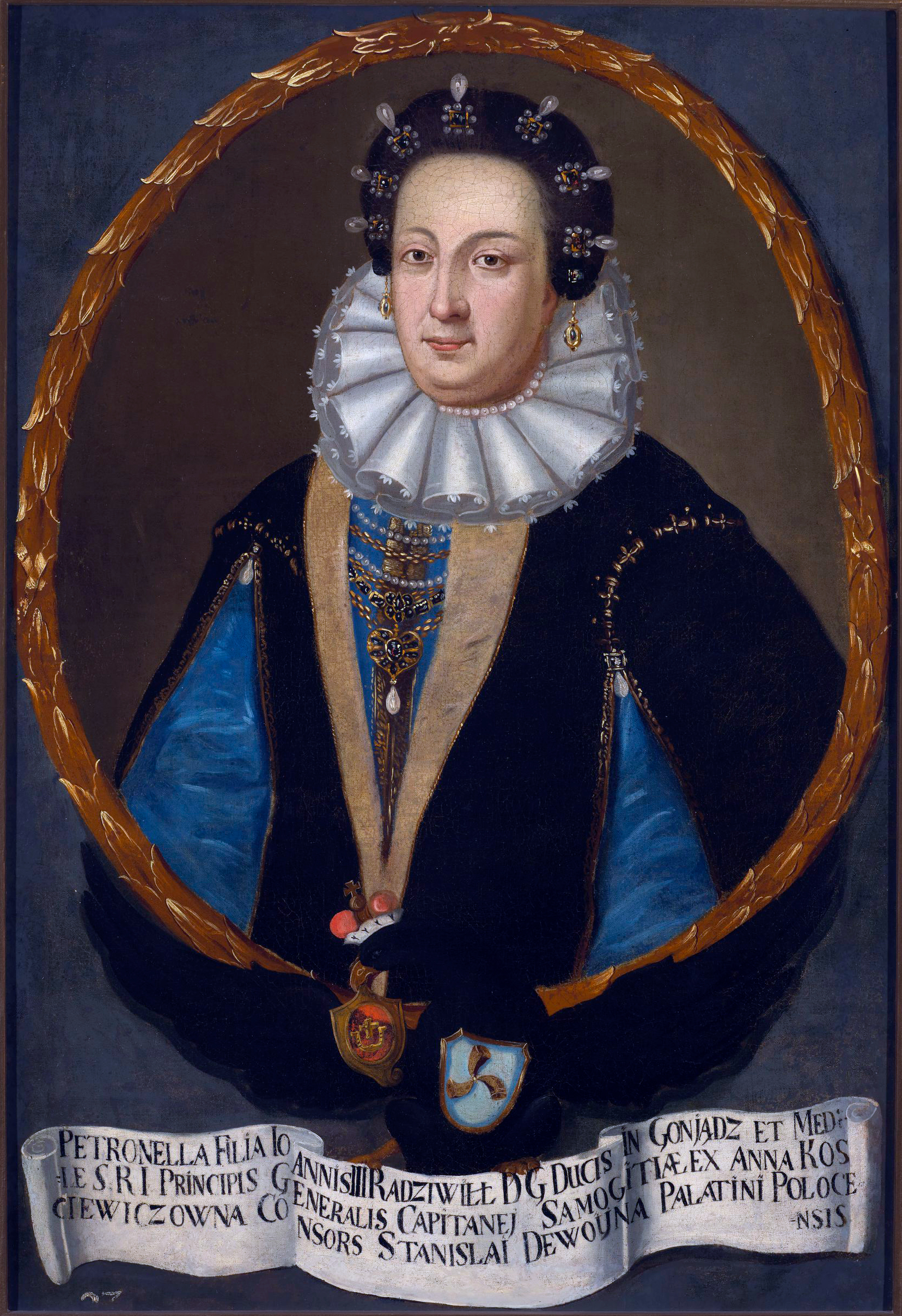
Petronella Dowojno z Radziwiłłów, fundator parafii prawosławnej w Boguszewie

Nieznana jest dokładna data budowy świątyni, wiadomo jednak, że między 1545 a 1564 rokiem Boguszewo zostało siedzibą samodzielnej parafii prawosławnej pw. św. Paraskiewy, powstałej z fundacji wojewodziny połockiej Patroneli Radziwiłłówny, żony Stanisława Dowojny. Cerkiew zaznaczona została na, zachowanych do dziś, mapach regionalnych z 1561 r. W źródłach pisanych z 1571 r. wspomina się o fakcie, że w dniu świętych Szymona i Judy Tadeusza  odbywał się w niej odpust parafialny, który gromadził tłumy pielgrzymów. Przy okazji uroczystości religijnych we wsi odbywał się jarmark. 
Nie jest jasne kiedy, i w jakich okolicznościach, cerkiew w Boguszewie została przekazana unitom (katolikom obrządku wschodniego), którzy administrowali nią w XVI i XVII w. W 1783 r. odbyła się wizytacja cerkwi przez plebana z Trzciannego, który stwierdził, iż cerkiew od pewnego czasu nie służy już celom religijnym, gdyż wszyscy mieszkańcy Boguszewa i okolic przyjęli katolicyzm w obrządku łacińskim. Przetrwał jedynie kult przechowywanej w cerkwi, szczególnie czczonej przez okoliczną ludność, ikony św. Paraskiewy.
W latach 70. XIX w. podjęto decyzję o przeniesieniu wiekowej, drewnianej cerkwi z Boguszewa na cmentarz prawosławny w Knyszynie. W okresie II wojny światowej cmentarz ten został zdewastowany, a cerkiew całkowicie zniszczona.

## Inne
Z wyposażenia cerkwi boguszewskiej przetrwała cenna ikona św. Paraskiewy, która trafiła do rąk prywatnych i została wywieziona do Stanów Zjednoczonych, gdzie do dziś znajduje się w posiadaniu osoby z Chicago.
Cerkiew była usytuowana na końcu wsi (od strony Trzciannego), w miejscu gdzie współcześnie znajduje się remiza strażacka.